# Ленивец Гоффмана
Ленивец Гоффмана (лат. Choloepus hoffmanni) — один из двух сохранившихся видов двупалых ленивцев. Классифицирован вид в 1858 году и назван в честь немецкого натуралиста Карла Гоффмана.
Вид распространён от Гондураса и Никарагуа до Перу и центральной Бразилии.
Длина тела у ленивцев Гоффмана — 54—70 см, масса около 5—7 кг. У него 6—8 шейных позвонков. Цвет шерсти — от тёмно-бурого до желтоватого. Беременность у ленивца Гоффмана длится 11,5 месяцев, рождается один детёныш. Первые 20—25 дней он висит, прицепившись к шерсти на животе матери. В 5 месяцев начинает кормиться самостоятельно, но остаётся с матерью до 2 лет. Наиболее родственный вид — унау (Choloepus didactylus), относящийся также к роду Choloepus.
Охранный статус ленивца Гоффмана — LC (наименьший риск).
В настоящее время выделяют пять подвидов:
- Choloepus hoffmanni capitalis (J. A. Allen, 1913)
- Choloepus hoffmanni florenciae (J. A. Allen, 1913)
- Choloepus hoffmanni hoffmanni (Peters, 1858)
- Choloepus hoffmanni juruanus (Lönnberg, 1942)
- Choloepus hoffmanni pallescens (Lönnberg, 1928)